# 12 Heures de Sebring 2001
Navigation
Édition précédente Édition suivante
Les 12 Heures de Sebring 2001 sont la 49e édition de l'épreuve et la 2e manche de l'American Le Mans Series 2001. Elles ont été remportées le 17 mars 2001 par l'Audi no 01 de Rinaldo Capello, Michele Alboreto et Laurent Aïello.
Cette édition a été marquée par le décès du pilote français Bob Wollek survenu la veille dans un accident de circulation. Alors qu'il était à vélo à proximité du circuit, il a été renversé par un camion. Il avait gagné l'épreuve lors de l'édition 1985. Une minute de silence a été respectée avant le départ de l'épreuve et la voiture avec laquelle il était engagé, la no 30, ne prend pas part à la course.

## Circuit

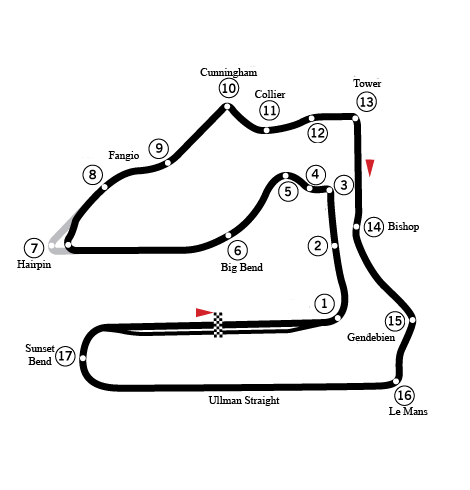
Le Sebring International Raceway, cadre des 12 Heures de Sebring 2001.

Les 12 Heures de Sebring 2001 se déroulent sur le Sebring International Raceway situé en Floride. Il est composé de deux longues lignes droites, séparées par des courbes rapides ainsi que quelques chicanes. Ce tracé a un grand passé historique car il est utilisé pour des courses automobiles depuis 1950. Ce circuit est célèbre car il a accueilli la Formule 1.

## Résultats
Voici le classement au terme de la course.
- Les vainqueurs de chaque catégorie sont signalés par un fond jauni.
- Pour la colonne Pneus, il faut passer le curseur au-dessus du modèle pour connaître le manufacturier de pneumatiques.

| Pos    | Cat    | n° | Équipe                                | Pilotes                                                           | Châssis                     | Pneus | Tours |
| Pos    | Cat    | n° | Équipe                                | Pilotes                                                           | Moteur                      | Pneus | Tours |
| ------ | ------ | -- | ------------------------------------- | ----------------------------------------------------------------- | --------------------------- | ----- | ----- |
| 1      | LMP900 | 1  | Audi Sport North America              | Rinaldo Capello Michele Alboreto Laurent Aïello                   | Audi R8                     | M     | 370   |
| 1      | LMP900 | 1  | Audi Sport North America              | Rinaldo Capello Michele Alboreto Laurent Aïello                   | Audi 3.6L Turbo V8          | M     | 370   |
| 2      | LMP900 | 2  | Audi Sport North America              | Frank Biela Emanuele Pirro Tom Kristensen                         | Audi R8                     | M     | 370   |
| 2      | LMP900 | 2  | Audi Sport North America              | Frank Biela Emanuele Pirro Tom Kristensen                         | Audi 3.6L Turbo V8          | M     | 370   |
| 3      | LMP900 | 38 | Champion Racing                       | Dorsey Schroeder Andy Wallace Ralf Kelleners                      | Audi R8                     | M     | 366   |
| 3      | LMP900 | 38 | Champion Racing                       | Dorsey Schroeder Andy Wallace Ralf Kelleners                      | Audi 3.6L Turbo V8          | M     | 366   |
| 4      | LMP900 | 18 | Johansson Motorsport Arena Motorsport | Stefan Johansson Guy Smith                                        | Audi R8                     | M     | 362   |
| 4      | LMP900 | 18 | Johansson Motorsport Arena Motorsport | Stefan Johansson Guy Smith                                        | Audi 3.6L Turbo V8          | M     | 362   |
| 5      | LMP900 | 37 | Intersport                            | John Field Duncan Dayton Rick Sutherland                          | Lola B2K/10                 | G     | 332   |
| 5      | LMP900 | 37 | Intersport                            | John Field Duncan Dayton Rick Sutherland                          | Judd GV4 4.0L V10           | G     | 332   |
| 6      | GTS    | 26 | Konrad Team Saleen                    | Terry Borcheller Oliver Gavin Franz Konrad                        | Saleen S7-R                 | G     | 332   |
| 6      | GTS    | 26 | Konrad Team Saleen                    | Terry Borcheller Oliver Gavin Franz Konrad                        | Ford 7.0L V8                | G     | 332   |
| 7      | GTS    | 4  | Corvette Racing                       | Andy Pilgrim Kelly Collins Franck Fréon                           | Chevrolet Corvette C5-R     | G     | 331   |
| 7      | GTS    | 4  | Corvette Racing                       | Andy Pilgrim Kelly Collins Franck Fréon                           | Chevrolet 7.0L V8           | G     | 331   |
| 8      | GT     | 23 | Alex Job Racing                       | Lucas Luhr Sascha Maassen Emmanuel Collard                        | Porsche 911 GT3 RS (996)    | M     | 326   |
| 8      | GT     | 23 | Alex Job Racing                       | Lucas Luhr Sascha Maassen Emmanuel Collard                        | Porsche 3.6L Flat-6         | M     | 326   |
| 9      | GT     | 22 | Alex Job Racing                       | Randy Pobst Christian Menzel Timo Bernhard                        | Porsche 911 GT3 RS (996)    | M     | 326   |
| 9      | GT     | 22 | Alex Job Racing                       | Randy Pobst Christian Menzel Timo Bernhard                        | Porsche 3.6L Flat-6         | M     | 326   |
| 10     | GT     | 42 | BMW Motorsport Schnitzer Motorsport   | Jörg Müller JJ Lehto                                              | BMW M3 GTR (E46)            | M     | 324   |
| 10     | GT     | 42 | BMW Motorsport Schnitzer Motorsport   | Jörg Müller JJ Lehto                                              | BMW 4.0L V8                 | M     | 324   |
| 11     | GTS    | 3  | Corvette Racing                       | Ron Fellows Johnny O'Connell Chris Kneifel                        | Chevrolet Corvette C5-R     | G     | 322   |
| 11     | GTS    | 3  | Corvette Racing                       | Ron Fellows Johnny O'Connell Chris Kneifel                        | Chevrolet 7.0L V8           | G     | 322   |
| 12     | GT     | 6  | Prototype Technology Group            | Boris Said Hans-Joachim Stuck Peter Cunningham                    | BMW M3                      | Y     | 318   |
| 12     | GT     | 6  | Prototype Technology Group            | Boris Said Hans-Joachim Stuck Peter Cunningham                    | BMW 3.2L I6                 | Y     | 318   |
| 13     | GT     | 00 | Larbre Compétition                    | Christophe Bouchut Patrice Goueslard Sébastien Dumez              | Porsche 911 GT3 RS (996)    | M     | 317   |
| 13     | GT     | 00 | Larbre Compétition                    | Christophe Bouchut Patrice Goueslard Sébastien Dumez              | Porsche 3.6L Flat-6         | M     | 317   |
| 14     | GT     | 53 | Seikel Motorsport                     | Alex Caffi Fabio Babini Gabrio Rosa                               | Porsche 911 GT3 RS (996)    | Y     | 312   |
| 14     | GT     | 53 | Seikel Motorsport                     | Alex Caffi Fabio Babini Gabrio Rosa                               | Porsche 3.6L Flat-6         | Y     | 312   |
| 15     | GT     | 69 | Kyser Racing                          | Jeffrey Pabst Kye Wankum Joe Foster                               | Porsche 911 GT3 R (996)     | D     | 306   |
| 15     | GT     | 69 | Kyser Racing                          | Jeffrey Pabst Kye Wankum Joe Foster                               | Porsche 3.6L Flat-6         | D     | 306   |
| 16     | GT     | 36 | Jürgen Alzen Motorsport               | Jürgen Alzen Ulli Richter                                         | Porsche 911 GT3 RS (996)    | Y     | 306   |
| 16     | GT     | 36 | Jürgen Alzen Motorsport               | Jürgen Alzen Ulli Richter                                         | Porsche 3.6L Flat-6         | Y     | 306   |
| 17     | GT     | 58 | Freisinger Motorsport                 | Wolfgang Kaufmann Stéphane Ortelli                                | Porsche 911 GT3 RS (996)    | Y     | 300   |
| 17     | GT     | 58 | Freisinger Motorsport                 | Wolfgang Kaufmann Stéphane Ortelli                                | Porsche 3.6L Flat-6         | Y     | 300   |
| 18     | GTS    | 45 | American Viperacing                   | Erik Messley Jeff Altenburg Stu Hayner                            | Dodge Viper GTS-R           | D     | 298   |
| 18     | GTS    | 45 | American Viperacing                   | Erik Messley Jeff Altenburg Stu Hayner                            | Dodge 8.0L V10              | D     | 298   |
| 19     | GT     | 09 | Cirtek Motorsport                     | Keith Alexander Chris Gleason Gavin Pickering (de)                | Porsche 911 GT3 RS (996)    | D     | 293   |
| 19     | GT     | 09 | Cirtek Motorsport                     | Keith Alexander Chris Gleason Gavin Pickering (de)                | Porsche 3.6L Flat-6         | D     | 293   |
| 20 Abd | GT     | 59 | Freisinger Motorsport                 | Klaus Horn Nigel Smith (en)                                       | Porsche 911 GT3 RS (996)    | Y     | 276   |
| 20 Abd | GT     | 59 | Freisinger Motorsport                 | Klaus Horn Nigel Smith (en)                                       | Porsche 3.6L Flat-6         | Y     | 276   |
| 21 Abd | GT     | 66 | The Racer's Group                     | Kevin Buckler Tom McGlynn Stephen Earle                           | Porsche 911 GT3 RS (996)    | Y     | 271   |
| 21 Abd | GT     | 66 | The Racer's Group                     | Kevin Buckler Tom McGlynn Stephen Earle                           | Porsche 3.6L Flat-6         | Y     | 271   |
| 22     | GTS    | 44 | American Viperacing                   | Tom Weickardt Joe Ellis Andy Pardoe                               | Dodge Viper GTS-R           | D     | 235   |
| 22     | GTS    | 44 | American Viperacing                   | Tom Weickardt Joe Ellis Andy Pardoe                               | Dodge 8.0L V10              | D     | 235   |
| 23 Abd | LMP900 | 16 | Dyson Racing Team                     | Butch Leitzinger Elliott Forbes-Robinson James Weaver             | Riley & Scott Mk III C      | G     | 205   |
| 23 Abd | LMP900 | 16 | Dyson Racing Team                     | Butch Leitzinger Elliott Forbes-Robinson James Weaver             | Lincoln (Élan) 6.0L V8      | G     | 205   |
| 24 Abd | GT     | 43 | BMW Motorsport Schnitzer Motorsport   | Dirk Müller Fredrik Ekblom                                        | BMW M3                      | M     | 168   |
| 24 Abd | GT     | 43 | BMW Motorsport Schnitzer Motorsport   | Dirk Müller Fredrik Ekblom                                        | BMW 3.2L I6                 | M     | 168   |
| 25 Abd | LMP900 | 72 | Pescarolo Sport                       | Jean-Christophe Boullion Sébastien Bourdais Laurent Redon         | Courage C60                 | M     | 167   |
| 25 Abd | LMP900 | 72 | Pescarolo Sport                       | Jean-Christophe Boullion Sébastien Bourdais Laurent Redon         | Peugeot A32 3.2L Turbo V6   | M     | 167   |
| 26 Abd | GT     | 07 | RWS Motorsport                        | Norman Simon Dieter Quester Philipp Peter                         | Porsche 911 GT3 R (996)     | D     | 127   |
| 26 Abd | GT     | 07 | RWS Motorsport                        | Norman Simon Dieter Quester Philipp Peter                         | Porsche 3.6L Flat-6         | D     | 127   |
| 27 Abd | GT     | 15 | Dick Barbour Racing                   | Mark Neuhaus Grady Willingham Randy Wars                          | Porsche 911 GT3 R (996)     | D     | 121   |
| 27 Abd | GT     | 15 | Dick Barbour Racing                   | Mark Neuhaus Grady Willingham Randy Wars                          | Porsche 3.6L Flat-6         | D     | 121   |
| 28 Abd | LMP900 | 50 | Panoz Motor Sports                    | Jan Magnussen David Brabham                                       | Panoz LMP07                 | M     | 109   |
| 28 Abd | LMP900 | 50 | Panoz Motor Sports                    | Jan Magnussen David Brabham                                       | Élan (Zytek) 4.0L V8        | M     | 109   |
| 29 Abd | GT     | 17 | Trinkler Racing                       | Owen Trinkler Andy Lally B.J. Zacharias                           | Chevrolet Corvette C5 LM-GT | G     | 108   |
| 29 Abd | GT     | 17 | Trinkler Racing                       | Owen Trinkler Andy Lally B.J. Zacharias                           | Chevrolet 5.7L V8           | G     | 108   |
| 30 Abd | LMP675 | 11 | Roock-KnightHawk Racing               | Steven Knight Mel Hawkins Claudia Hürtgen                         | Lola B2K/40                 | A     | 105   |
| 30 Abd | LMP675 | 11 | Roock-KnightHawk Racing               | Steven Knight Mel Hawkins Claudia Hürtgen                         | Nissan (AER) VQL 3.4L V6    | A     | 105   |
| 31 Abd | GT     | 98 | Kelly-Moss Motorsports                | Cort Wagner Rick Polk Darren Law                                  | Porsche 911 GT3 R (996)     | Y     | 68    |
| 31 Abd | GT     | 98 | Kelly-Moss Motorsports                | Cort Wagner Rick Polk Darren Law                                  | Porsche 3.6L Flat-6         | Y     | 68    |
| 32 Abd | GT     | 52 | Seikel Motorsport                     | Brian Burgess Philip Collin Modèle:Country data NZ Andrew Bagnall | Porsche 911 GT3 RS (996)    | Y     | 60    |
| 32 Abd | GT     | 52 | Seikel Motorsport                     | Brian Burgess Philip Collin Modèle:Country data NZ Andrew Bagnall | Porsche 3.6L Flat-6         | Y     | 60    |
| 33 Abd | GT     | 10 | Prototype Technology Group            | Bill Auberlen Joey Hand Niclas Jönsson                            | BMW M3                      | Y     | 57    |
| 33 Abd | GT     | 10 | Prototype Technology Group            | Bill Auberlen Joey Hand Niclas Jönsson                            | BMW 3.2L I6                 | Y     | 57    |
| 34 Abd | GT     | 12 | Aspen Knolls MCR                      | Shane Lewis Vic Rice Bob Mazzuoccola                              | Callaway C12-R              | G     | 50    |
| 34 Abd | GT     | 12 | Aspen Knolls MCR                      | Shane Lewis Vic Rice Bob Mazzuoccola                              | Chevrolet 7.0L V8           | G     | 50    |
| 35 Abd | GT     | 99 | Kelly-Moss Motorsports                | Anthony Lazzaro David Murry                                       | Porsche 911 GT3 RS (996)    | Y     | 47    |
| 35 Abd | GT     | 99 | Kelly-Moss Motorsports                | Anthony Lazzaro David Murry                                       | Porsche 3.6L Flat-6         | Y     | 47    |
| 36 Abd | LMP900 | 51 | Panoz Motor Sports                    | Klaus Graf Gualter Salles                                         | Panoz LMP07                 | M     | 116   |
| 36 Abd | LMP900 | 51 | Panoz Motor Sports                    | Klaus Graf Gualter Salles                                         | Élan (Zytek) 4.0L V8        | M     | 116   |
| Dsq†   | GT     | 34 | Orbit                                 | Leo Hindery Peter Baron Gian Luigi Buitoni                        | Porsche 911 GT3 RS (996)    | D     | 84    |
| Dsq†   | GT     | 34 | Orbit                                 | Leo Hindery Peter Baron Gian Luigi Buitoni                        | Porsche 3.6L Flat-6         | D     | 84    |
| Dsq†   | GT     | 47 | Broadfoot Racing                      | John Warner Allan Ziegelman Paco Orti                             | Porsche 911 GT3 R (996)     | D     | 64    |
| Dsq†   | GT     | 47 | Broadfoot Racing                      | John Warner Allan Ziegelman Paco Orti                             | Porsche 3.6L Flat-6         | D     | 64    |
| Np     | GT     | 30 | Petersen Motorsports                  | Johnny Mowlem Bob Wollek Michael Peterseon                        | Porsche 911 GT3 R (996)     | M     | -     |
| Np     | GT     | 30 | Petersen Motorsports                  | Johnny Mowlem Bob Wollek Michael Peterseon                        | Porsche 3.6L Flat-6         | M     | -     |
| Np     | GT     | 35 | Orbit                                 | Tony Kester Richard Millman Tommy Byrne                           | Porsche 911 GT3 RS (996)    | D     | -     |
| Np     | GT     | 35 | Orbit                                 | Tony Kester Richard Millman Tommy Byrne                           | Porsche 3.6L Flat-6         | D     | -     |

† - #47 a été disqualifié pour avoir effectué une réparation illégale sur la voiture. #34 a été disqualifié pour avoir reçu une assistance extérieure sur la piste.